# Фирозабад (округ)
Фирозабад (англ. Firozabad) — округ в индийском штате Уттар-Прадеш. Административный центр — город Фирозабад. Площадь округа — 2361 км². По данным всеиндийской переписи 2001 года население округа составляло 2 052 958 человек. Уровень грамотности взрослого населения составлял 64,48 %, что выше среднеиндийского уровня (59,5 %).